# Xian de Wugong
Le xian de Wugong (武功县 ; pinyin : Wǔgōng Xiàn) est un district administratif de la province du Shaanxi en Chine. Il est placé sous la juridiction de la ville-préfecture de Xianyang.

## Démographie
La population du district était de 399 945 habitants en 1999.